# Fresnes-Tilloloy
Fresnes-Tilloloy é uma comuna francesa na região administrativa de Altos da França, no departamento de Somme. Estende-se por uma área de 3.52 km². Em 2010 a comuna tinha 207 habitantes (densidade: 58,8 hab./km²).